# OTR-23 Oka
L'OTR-23 Oka (russe : OTP-23 « Ока », nommé d'après la rivière Oka), aussi nommé SS-23 Spider dans la classification OTAN des missiles soviétiques, est un missile tactique mobile doté d'une tête nucléaire et d'une portée inférieure ou égale à 500 km. Ce missile est identifié dans la classification soviétique 9M714. Le système d'armes complet porte l'index GRAU 9K714.

## Description
Ce missile de théâtre mobile (оперативно-тактический ракетный комплекс) est déployé par l'Union soviétique dans les années 1980 à la fin de la guerre froide pour remplacer l'obsolète SS-1C Scud B.
L'introduction du SS-23, dont les performances sont très supérieures à celles du Scud-B, renforce considérablement les capacités nucléaires de théâtre du pacte de Varsovie. La portée et la précision du SS-23 lui permettent de frapper des cibles OTAN telles que des aérodromes, des systèmes nucléaires tactiques ou des centres de commandement. Il bénéficie d'un temps de réaction rapide, pouvant être tiré en environ cinq minutes, et est presque impossible à intercepter du fait de sa trajectoire basse semi-balistique.
Le SS-23 est l'un des missiles qui entrent dans le champ du traité d'élimination des forces nucléaires à portée intermédiaire (FNI) de 1987.

## Caractéristiques
Le SS-23 Spider est un missile balistique à un étage propulsé par un moteur-fusée à carburant solide, monté sur un camion tout-terrain depuis lequel il est lancé ,.

### Missile

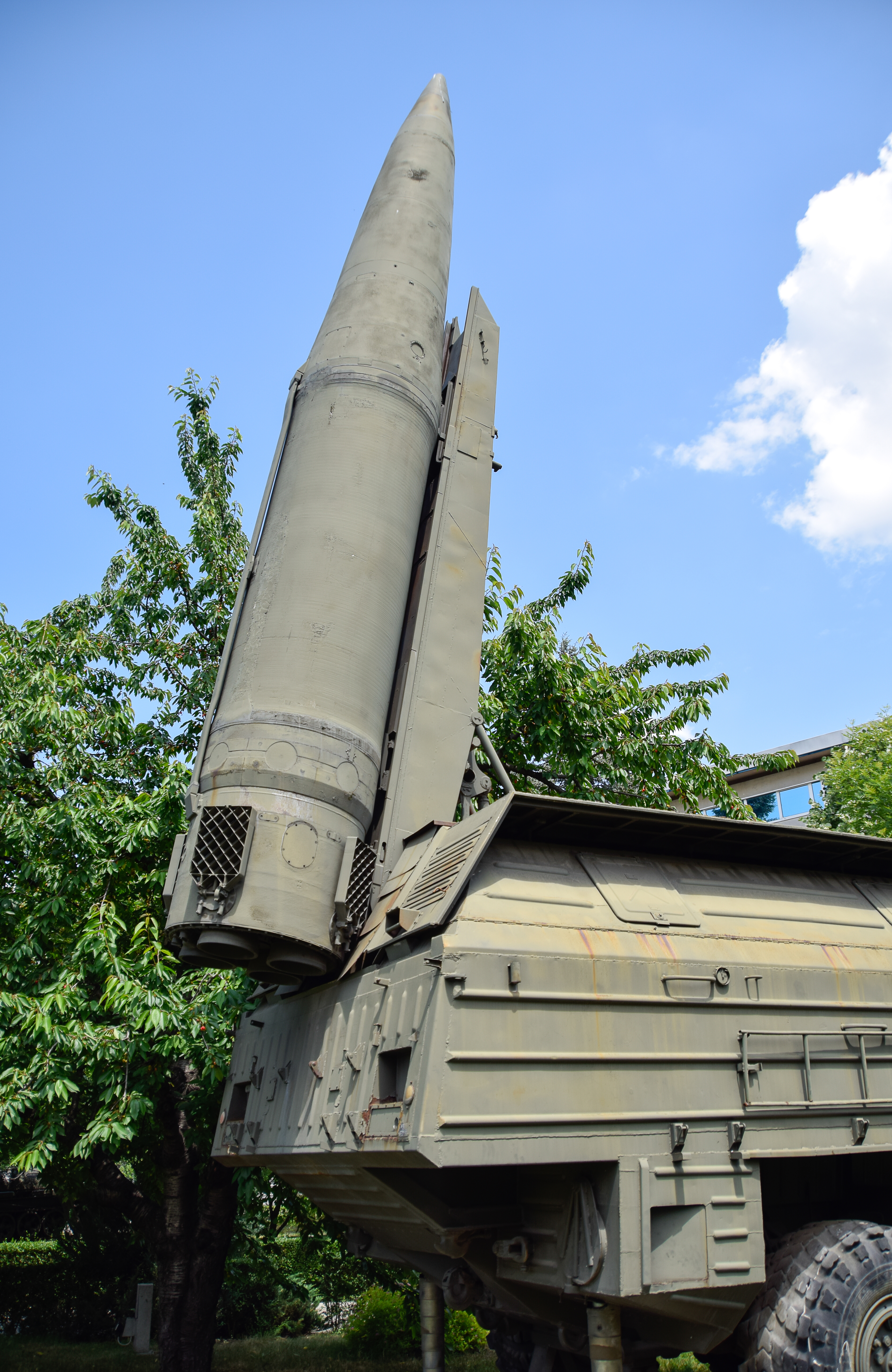
Missile 9M714

Le SS-23 est propulsé par un moteur-fusée à carburant solide qui l'accélère à une vitesse maximale de Mach 8,6. Pendant la phase d'accélération, la plate-forme de navigation inertielle détermine les corrections de cap et les transmet à quatre buses pivotantes et quatre ailettes qui changent leur angle d'attaque en conséquence. Après la phase d'accélération, la poussée est interrompue et l'ogive est séparée du missile à l'aide de moteurs-freins. L'ogive continue son vol sans possibilité de correction de trajectoire. L'écart circulaire probable (ECP) est de 50 à 350 mètres.
Le SS-23 dispose d'un certain nombre de caractéristiques qui rendent plus difficile sa détection. À sa distance de tir maximale d'environ 480 km, l'apogée n'est que de 120 km du fait de sa trajectoire semi-balistique. Une trajectoire aussi plate rend plus difficile son acquisition par les radars de recherche. Pendant la phase finale de rentrée dans l'atmosphère, un brouilleur embarqué est activé à bord pour tromper le radar de contrôle de tir du missile antimissile américain MIM-104 Patriot.

### Versions et charges militaires
Trois versions de ce missile sont produites dans l'usine de fabrication de Kolomna KBM :
- Version 9M714B avec l'ogive nucléaire AA-75 (9N74B) d'une puissance explosive variable de 10-50 kt. Sa portée est de 480 kilomètres.
- Version 9M714B1 avec l'ogive nucléaire AA-92 (9N63) d'une puissance explosive variable de 100-200 kT. Sa portée est de 400 à 450 kilomètres.
- La version 9M714K avec une ogive conventionnelle à sous-munitions de 715 kg, contenant 95 sous-munitions 9N225. Une bombe 9N225 mesure 330 mm de long et pèse 3,84 kg, dont 0,64 kg d'explosif. Lors de sa détonation, elle génère environ 300 fragments de 5 g chacun. La portée est d'environ 300 kilomètres.

## Déploiements et élimination
Le SS-23 équipe non seulement l'Armée rouge mais aussi les forces de certaines armées du pacte de Varsovie.

### Armée rouge
Le SS-23 Spider est l'un des missiles dont l'élimination est prévue par le traité sur les forces nucléaires à portée intermédiaire signé le 8 décembre 1987 par le président américain Ronald Reagan et le secrétaire général du Comité central du PCUS Mikhaïl Gorbatchev.
Les négociations sur les forces nucléaires intermédiaires, dites FNI, ouvertes en 1981 dans le but de mettre fin à la crise des euromissiles, portent initialement sur les seuls missiles à « portée intermédiaire » (MPI), de 1 000 km à 5 500 km, lancés depuis le sol, balistiques (IRBM des modèles SS-20, Pershing, etc.) ou de croisière (Gryphon). Les armes à « plus courte portée » (MPCP), de 500 km à 1 000 km de portée lancés depuis le sol (SS-12 Scaleboard, SS-23 Spider, Pershing IA), sont finalement incluses durant la dernière année des négociations en 1987.
Dans ce traité FNI, les Soviétiques déclarent posséder 200 missiles SS-23 :
- Missiles déployés : 167 missiles, dont 53 en RDA, 92 dans la partie européenne de l'Union soviétique (à l'ouest de l'Oural) et 22 dans sa partie asiatique,
- Missiles non déployés : 33 dans la partie européenne de l'Union soviétique.

Le dernier des 239 missiles soviétiques SS-23 est détruit à l'installation d'élimination des missiles de Saryozek le 27 octobre 1989,.

### Pacte de Varsovie
Les Soviétiques livrent le SS-23 en petite quantité dans sa version 9M714K à ogive conventionnelle aux Forces armées de RDA, Bulgarie et Tchécoslovaquie :
- RDA : 18 missiles 9M714K et 4 véhicules lanceurs, détruits en 1992, lors de l'intégration de la Volksarmee dans la Bundeswehr peu après la réunification allemande,
- Bulgarie : 24 missiles 9M714K et 8 véhicules lanceurs, détruits en 2002-2003,
- Tchécoslovaquie : 18 missiles 9M714K et 4 véhicules lanceurs, transférés après l'éclatement du pays à la République tchèque et à la République slovaque, démantelés au début des années 2000.

Ces transferts ne sont pas mentionnés dans le traité FNI et sont à l'origine d'une polémique entre les deux parties au traité. En 1990, les Soviétiques admettent qu'ils ont secrètement fourni des missiles SS-23 interdits par le traité FNI à trois pays d'Europe de l'Est. Le Président W. Bush envoie au Congrès un rapport faisant état de la « mauvaise foi » des Soviétiques, sans toutefois aller jusqu'à invoquer une violation du traité.